# پیوتر ایوانوویچ شاردینین
پیوتر ایوانوویچ شاردینین (روسی: Пётр Иванович Чардынин) (۱۰ فوریه [سبک قدیمی: ۲۸ ژانویه] ۱۸۷۳ – ۱۴ اوت ۱۹۳۴) کارگردان، فیلمنامه‌نویس و بازیگر روسی بود. او یکی از پیشگامان صنعت فیلم روسیه بود و در دوران امپراتوری روسیه بیش از صد فیلم صامت کوتاه و بلند را در طول دوران حرفه‌ای خود کارگردانی کرد.

## بیوگرافی
شاردینین در ۱۰ فوریه ۱۸۷۳ با نام ابتدایی پیوتر ایوانوویچ کراساوتسف در شهر سیمبیرسک در امپراتوری روسیه -که اکنون با نام شهر اولیانوفسک در روسیه شناخته می‌شود- به دنیا آمد. در سال ۱۸۹۰ در مدرسه درام انجمن فیلارمونیک مسکو پذیرفته شد و در آنجا از سال ۱۸۹۱ زیر نظر ولادیمیر نمیروویچ دانچنکو تحصیل کرد. پس از فارغ‌التحصیلی، او نام هنری شاردینین را برگزید و در تئاترهای استانی روسیه در بلگورود و اورخوو به بازیگری و کارگردانی پرداخت.
او برای اولین بار در سال ۱۹۰۷ به تجربه در عرصه فیلم کوتاه پرداخت. در سال ۱۹۰۸، شاردینین به گروه وودنسکی نارودنی دام در مسکو پیوست و به عنوان بازیگر در نمایش‌های «عروسی روسی قرن شانزدهم» و «آهنگ درباره تاجر کلاشینکف» ایفای نقش کرد. در سال ۱۹۰۰، شاردینین اولین تجربه کارگردانی خود را با فیلم کوتاه «قدرت تاریکی» آغاز کرد و در مدت زمان کوتاهی توانست کارگردان اصلی کمپانی فیلم الکساندر خانژونکوف شود. اما در سال ۱۹۱۶ در رقابت با یوگنی باوئر، کمپانی خانژونکوف را ترک کرد و به همراه ورا خلودنایا و چند بازیگر برجسته دیگر به استودیوی دیمیتری خاریتونوف در اودسا پیوست. در آنجا، شاردینین چندین فیلم موفق از جمله «ساکت باش، غم من، ساکت باش» را ساخت. او یکی از پرکارترین فیلمسازان روسی بود، به طوری که تا سال ۱۹۱۸ حدود ۱۲۰ تا ۲۰۰ فیلم را کارگردانی کرد که بسیاری از آن فیلم‌ها اقتباس‌های ادبی بودند.
شاردنین از سال ۱۹۲۰ تا ۱۹۲۳ در ایتالیا، فرانسه، آلمان و لتونی زندگی و کار کرد. در سال ۱۹۲۳، او به اتحاد جماهیر شوروی بازگشت تا در استودیو فیلم اودسا کار کند، و در این استدیو چندین فیلم درباره تاریخ اوکراین را کارگردانی کرد. در اوایل دهه ۱۹۳۰، شاردینین توسط مقامات شوروی از کارگردانی منع شد و در سال ۱۹۳۴ بر اثر سرطان کبد درگذشت.

## زندگی شخصی
شاردینین چندین‌بار ازدواج کرد. یکی از ازدواج‌های او با مارگاریتا بارسکایا بود که در دهه ۱۹۲۰ در یازده فیلم او به عنوان دستیار کارگردان حضور داشت.

## گزیده فیلم‌شناسی

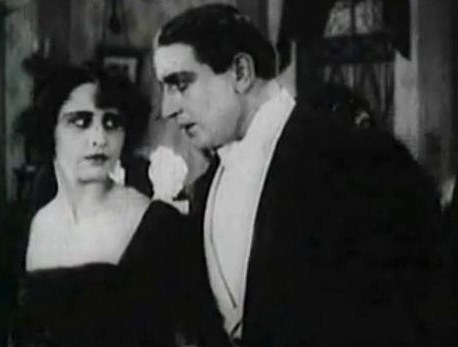
ورا خولدنایا و اوسیپ رونیچ در فیلم ساکت باش غم من؛ ساکت باش (۱۹۱۸)

| سال  | نام فیلم                                                   | توضیحات         |
| ---- | ---------------------------------------------------------- | --------------- |
| ۱۹۰۹ | قدرت تاریکی (The Power of Darkness)                        | فیلم کوتاه      |
| ۱۹۰۹ | روح‌های مرده (Dead Souls)                                   | فیلم کوتاه      |
| ۱۹۰۹ | افسونگر (The Enchantress)                                  | فیلم کوتاه      |
| ۱۹۱۰ | بویار اورشا (Boyarin Orsha)                                | فیلم کوتاه      |
| ۱۹۱۰ | احمق (Idiot)                                               | فیلم کوتاه      |
| ۱۹۱۰ | ملکه بیل (The Queen of Spades)                             | فیلم کوتاه      |
| ۱۹۱۰ | وادیم (Vadim)                                              | فیلم کوتاه      |
| ۱۹۱۱ | در شهر پسر (Na boykom meste)                               | فیلم سینمایی    |
| ۱۹۱۱ | سونات کرویتزر (The Kreutzer Sonata)                        | فیلم سینمایی    |
| ۱۹۱۲ | رابوچایا اسلوبودکا (Rabochaya slobodka)                    | فیلم کوتاه      |
| ۱۹۱۳ | جنگ و صلح (Voyna i mir)                                    | فیلم کوتاه      |
| ۱۹۱۳ | آپارتمان عمو (Uncle's Apartment)                           | دستیار کارگردان |
| ۱۹۱۳ | ۱۶۱۳                                                       | دستیار کارگردان |
| ۱۹۱۳ | غول (Obryv)                                                | فیلم سینمایی    |
| ۱۹۱۳ | خانه کوچک در کولمنا (The Little House in Kolomna)          | فیلم کوتاه      |
| ۱۹۱۴ | روکا (V rukakh besposhchadnogo roka)                       | فیلم کوتاه      |
| ۱۹۱۴ | فراموش می‌کنی؟ (?Ty pomnish li)                             | فیلم سینمایی    |
| ۱۹۱۴ | غیرت (Revnost)                                             | فیلم کوتاه      |
| ۱۹۱۴ | زن فردا (Zhenshchina zavtrashevo dnya)                     | فیلم سینمایی    |
| ۱۹۱۴ | تامبوی (Sorvanets)                                         | فیلم سینمایی    |
| ۱۹۱۴ | گل داوودی (Chrysanthemums)                                 | فیلم سینمایی    |
| ۱۹۱۵ | وطن تاریکی (Vlast tmy)                                     | فیلم کوتاه      |
| ۱۹۱۵ | فقیر و بدبخت (Ubogaya i naryadnaya)                        | فیلم سینمایی    |
| ۱۹۱۵ | کمدی مرگ (Komediya smerti)                                 | فیلم کوتاه      |
| ۱۹۱۵ | کاتیوشا ماسلوا (Katyusha Maslova)                          | فیلم سینمایی    |
| ۱۹۱۵ | پای لنگ (Hromonozhka)                                      | فیلم سینمایی    |
| ۱۹۱۵ | محله‌های فقیرنشین پترزبورگ (Peterburgskiye trushchobi)      | دستیار کارگردان |
| ۱۹۱۵ | ناتاشا روستوا (Natasha Rostova)                            | فیلم سینمایی    |
| ۱۹۱۵ | سیل (Potop)                                                | فیلم سینمایی    |
| ۱۹۱۵ | سایه‌های گناه (Teni grekha)                                 | فیلم سینمایی    |
| ۱۹۱۵ | جوراب ونیزی (Venetziansky chulok)                          | فیلم سینمایی    |
| ۱۹۱۵ | عشق به یک مشاور دولتی (Lyubov statskogo sovetnika)         | فیلم سینمایی    |
| ۱۹۱۵ | قرارداد دراکونیایی (Drakonovskiy kontrakt)                 | فیلم سینمایی    |
| ۱۹۱۵ | سراب‌ها (Mirages)                                           | فیلم کوتاه      |
| ۱۹۱۷ | کنار شومینه (By the Fireplace)                             | فیلم سینمایی    |
| ۱۹۱۸ | ساکت باش غم من؛ ساکت باش (Be Silent, My Sorrow, Be Silent) | فیلم سینمایی    |
| ۱۹۲۰ | داستان هفت مرد به دار آویخته (Rasskaz o semi poveshennykh) | فیلم سینمایی    |
| ۱۹۲۱ | دوبروسکی، آتامان دزد (Dubrowsky, der Räuber Ataman)        | فیلم سینمایی    |
| ۱۹۲۵ | اوکراسیا (Ukraziya)                                        | فیلم سینمایی    |
| ۱۹۲۶ | تاراس شوچنکو (Taras Shevchenko)                            | فیلم سینمایی    |